# Élections municipales de 2026 dans le Morbihan
Les élections municipales dans le Morbihan sont prévues en mars 2026. Cette page ne traite que les communes de 3 000 habitants et plus dans le Morbihan.

## Résultats à l'échelle du département

### Maires sortants et maires élus
| Commune           | Population (en 2022) | Maire sortant(e)       | Parti | Parti | Maire élu(e) | Parti | Parti |
| ----------------- | -------------------- | ---------------------- | ----- | ----- | ------------ | ----- | ----- |
| Allaire           | 3 906                | Jean-François Mary     |       | RE    |              |       |       |
| Arradon           | 5 820                | Pascal Barret          |       | DVG   |              |       |       |
| Auray             | 14 417               | Claire Masson          |       | LÉ    |              |       |       |
| Baden             | 4 864                | Patrick Eveno          |       | DVG   |              |       |       |
| Baud              | 6 246                | Pascale Gillet-Guyader |       | PS    |              |       |       |
| Belz              | 3 869                | Bruno Goasmat          |       | DVD   |              |       |       |
| Brech             | 7 057                | Fabrice Robelet        |       | DVD   |              |       |       |
| Camors            | 3 180                | Claude Jarno           |       | PS    |              |       |       |
| Carentoir         | 3 137                | David Naël             |       | SE    |              |       |       |
| Carnac            | 4 215                | Olivier Lepick         |       | HOR   |              |       |       |
| Caudan            | 7 110                | Fabrice Vély           |       | DVD   |              |       |       |
| Cléguer           | 3 404                | Alain Nicolazo         |       | DVD   |              |       |       |
| Crach             | 3 458                | Jean-Loïc Bonnemains   |       | DVD   |              |       |       |
| Elven             | 6 543                | Gérard Gicquel         |       | DVD   |              |       |       |
| Erdeven           | 3 987                | Dominique Riguidel     |       | DVD   |              |       |       |
| Évellys           | 3 384                | Gérard Corrignan       |       | DVD   |              |       |       |
| Férel             | 3 445                | Nicolas Rivalan        |       | DVD   |              |       |       |
| La Gacilly        | 4 011                | Jacques Rocher         |       | DVD   |              |       |       |
| Gourin            | 3 892                | Hervé Le Floc'h        |       | MoDem |              |       |       |
| Grand-Champ       | 5 859                | Dominique Le Meur      |       | DVD   |              |       |       |
| Guer              | 6 056                | Jean-Luc Bléher        |       | RE    |              |       |       |
| Guidel            | 12 236               | Jo Daniel              |       | UDI   |              |       |       |
| Hennebont         | 15 831               | Michèle Dollé          |       | DVG   |              |       |       |
| Inzinzac-Lochrist | 6 631                | Armelle Nicolas        |       | DVD   |              |       |       |
| Kervignac         | 7 085                | Élodie Le Floch        |       | SE    |              |       |       |
| Landévant         | 4 049                | Pascal Le Calvé        |       | DVD   |              |       |       |
| Lanester          | 23 188               | Gilles Carréric        |       | DVG   |              |       |       |
| Languidic         | 8 046                | Laurent Duval          |       | DVD   |              |       |       |
| Larmor-Plage      | 8 368                | Patrice Valton         |       | DVD   |              |       |       |
| Locminé           | 4 708                | Grégoire Super         |       | LR    |              |       |       |
| Locmiquélic       | 4 094                | Éric Paturel           |       | DVD   |              |       |       |
| Lorient           | 58 202               | Fabrice Loher          |       | UDI   |              |       |       |
| Mauron            | 3 169                | Yves Chasles           |       | DVD   |              |       |       |
| Merlevenez        | 3 191                | Bruno Le Bosser        |       | SE    |              |       |       |
| Monterblanc       | 3 342                | Alban Moquet           |       | SE    |              |       |       |
| Moréac            | 3 692                | Pascal Roselier        |       | DVD   |              |       |       |
| Muzillac          | 5 022                | Michel Criaud          |       | DVD   |              |       |       |
| Nivillac          | 4 874                | Guy David              |       | DVD   |              |       |       |
| Noyal-Pontivy     | 3 605                | Lionel Ropert          |       | DVG   |              |       |       |
| Plescop           | 6 200                | Loïc Le Trionnaire     |       | DVG   |              |       |       |
| Ploemel           | 3 109                | Jean-Luc Le Tallec     |       | DVD   |              |       |       |
| Ploemeur          | 18 873               | Ronan Loas             |       | HOR   |              |       |       |
| Ploeren           | 6 781                | Gilbert Lorho          |       | DVD   |              |       |       |
| Ploërmel          | 10 021               | Patrick Le Diffon      |       | LR    |              |       |       |
| Plouay            | 5 779                | Gwenn Le Nay           |       | HOR   |              |       |       |
| Plouhinec         | 5 343                | Sophie Le Chat         |       | DVD   |              |       |       |
| Pluméliau-Bieuzy  | 4 535                | Claude Annic           |       | DVD   |              |       |       |
| Plumergat         | 4 199                | Sandrine Cadoret       |       | DVD   |              |       |       |
| Pluneret          | 6 257                | Franck Vallein         |       | DVG   |              |       |       |
| Pluvigner         | 7 644                | Diane Hingray          |       | PS    |              |       |       |
| Pont-Scorff       | 4 015                | Pierrik Névannen       |       | LR    |              |       |       |
| Pontivy           | 14 547               | Christine Le Strat     |       | MoDem |              |       |       |
| Questembert       | 8 081                | Boris Lemaire          |       | DVG   |              |       |       |
| Quéven            | 8 906                | Marc Boutruche         |       | DVD   |              |       |       |
| Quiberon          | 4 782                | Patrick Le Roux        |       | DVD   |              |       |       |
| Riantec           | 5 742                | Jean-Michel Bonhomme   |       | SE    |              |       |       |
| Saint-Avé         | 12 173               | Anne Gallo             |       | DVG   |              |       |       |
| Saint-Nolff       | 3 952                | Nadine Le Goff-Carnec  |       | SE    |              |       |       |
| Sarzeau           | 9 068                | Jean-Marc Dupeyrat     |       | DVD   |              |       |       |
| Séné              | 9 265                | Sylvie Sculo           |       | DVG   |              |       |       |
| Sérent            | 3 386                | Rozenn Guégan          |       | HOR   |              |       |       |
| Sulniac           | 3 847                | Marylène Conan         |       | DVG   |              |       |       |
| Surzur            | 5 110                | Noëlle Chenot          |       | SE    |              |       |       |
| Theix-Noyalo      | 8 476                | Christian Sébille      |       | DVD   |              |       |       |
| Vannes            | 54 955               | David Robo             |       | HOR   |              |       |       |

### Résultats en nombre de maires
| Partis       | Partis                               | Maires sortants | Maires élus | Évolution |
| ------------ | ------------------------------------ | --------------- | ----------- | --------- |
|              | Divers droite                        | 29              |             |           |
|              | Les Républicains                     | 3               |             |           |
| Total droite | Total droite                         | 32              |             |           |
|              | Divers gauche                        | 11              |             |           |
|              | Parti socialiste                     | 3               |             |           |
|              | Les Écologistes                      | 1               |             |           |
| Total gauche | Total gauche                         | 15              |             |           |
|              | Horizons                             | 5               |             |           |
|              | Mouvement démocrate                  | 2               |             |           |
|              | Renaissance                          | 2               |             |           |
|              | Union des démocrates et indépendants | 2               |             |           |
| Total centre | Total centre                         | 11              |             |           |
|              | Sans étiquette                       | 7               |             |           |
| Total        | Total                                | 65              | 65          | -         |

## Résultats dans les communes de plus de 3 000 habitants

### Allaire
- Maire sortant : Jean-François Mary (RE)
- 27 sièges à pourvoir au conseil municipal (population légale 2022 : 3 906 habitants)
- 3 sièges à pourvoir au conseil communautaire (Redon Agglomération)

| Tête de liste | Tête de liste | Parti(s) | Nuance | Premier tour | Premier tour | Second tour | Second tour | Sièges | Sièges |
| Tête de liste | Tête de liste | Parti(s) | Nuance | Voix         | %            | Voix        | %           | CM     | CC     |
| ------------- | ------------- | -------- | ------ | ------------ | ------------ | ----------- | ----------- | ------ | ------ |

### Arradon
- Maire sortant : Pascal Barret (DVG)
- 29 sièges à pourvoir au conseil municipal (population légale 2022 : 5 820 habitants)
- 3 sièges à pourvoir au conseil communautaire (Golfe du Morbihan - Vannes Agglomération)

| Tête de liste | Tête de liste | Parti(s) | Nuance | Premier tour | Premier tour | Second tour | Second tour | Sièges | Sièges |
| Tête de liste | Tête de liste | Parti(s) | Nuance | Voix         | %            | Voix        | %           | CM     | CC     |
| ------------- | ------------- | -------- | ------ | ------------ | ------------ | ----------- | ----------- | ------ | ------ |

### Auray
- Maire sortante : Claire Masson (LÉ)
- 33 sièges à pourvoir au conseil municipal (population légale 2022 : 14 417 habitants)
- 8 sièges à pourvoir au conseil communautaire (Auray Quiberon Terre Atlantique)

| Tête de liste            | Tête de liste  | Parti(s) | Nuance | Premier tour | Premier tour | Second tour | Second tour | Sièges | Sièges |
| Tête de liste            | Tête de liste  | Parti(s) | Nuance | Voix         | %            | Voix        | %           | CM     | CC     |
| ------------------------ | -------------- | -------- | ------ | ------------ | ------------ | ----------- | ----------- | ------ | ------ |
|                          | Claire Masson, | LÉ       |        |              |              |             |             |        |        |
|                          |                |          |        |              |              |             |             |        |        |
| Exprimés                 |                |          |        |              |              |             |             |        |        |
| Votes blancs             |                |          |        |              |              |             |             |        |        |
| Votes nuls               |                |          |        |              |              |             |             |        |        |
| Total                    | Total          | Total    | Total  |              | 100          |             | 100         | 33     | 8      |
| Absentions               |                |          |        |              |              |             |             |        |        |
| Inscrits / participation |                |          |        |              |              |             |             |        |        |

### Baden
- Maire sortant : Patrick Eveno (DVG), ne se représente pas[3].
- 27 sièges à pourvoir au conseil municipal (population légale 2022 : 4 864 habitants)
- 2 sièges à pourvoir au conseil communautaire (Golfe du Morbihan - Vannes Agglomération)

| Tête de liste | Tête de liste | Parti(s) | Nuance | Premier tour | Premier tour | Second tour | Second tour | Sièges | Sièges |
| Tête de liste | Tête de liste | Parti(s) | Nuance | Voix         | %            | Voix        | %           | CM     | CC     |
| ------------- | ------------- | -------- | ------ | ------------ | ------------ | ----------- | ----------- | ------ | ------ |

### Baud
- Maire sortante : Pascale Gillet-Guyader (PS)
- 29 sièges à pourvoir au conseil municipal (population légale 2022 : 6 246 habitants)
- 12 sièges à pourvoir au conseil communautaire (Baud Communauté)

| Tête de liste | Tête de liste | Parti(s) | Nuance | Premier tour | Premier tour | Second tour | Second tour | Sièges | Sièges |
| Tête de liste | Tête de liste | Parti(s) | Nuance | Voix         | %            | Voix        | %           | CM     | CC     |
| ------------- | ------------- | -------- | ------ | ------------ | ------------ | ----------- | ----------- | ------ | ------ |

### Belz
- Maire sortant : Bruno Goasmat (DVD), ne se représente pas[2].
- 27 sièges à pourvoir au conseil municipal (population légale 2022 : 3 869 habitants)
- 2 sièges à pourvoir au conseil communautaire (Auray Quiberon Terre Atlantique)

| Tête de liste | Tête de liste | Parti(s) | Nuance | Premier tour | Premier tour | Second tour | Second tour | Sièges | Sièges |
| Tête de liste | Tête de liste | Parti(s) | Nuance | Voix         | %            | Voix        | %           | CM     | CC     |
| ------------- | ------------- | -------- | ------ | ------------ | ------------ | ----------- | ----------- | ------ | ------ |

### Brech
- Maire sortant : Fabrice Robelet (DVD)
- 29 sièges à pourvoir au conseil municipal (population légale 2022 : 7 057 habitants)
- 4 sièges à pourvoir au conseil communautaire (Auray Quiberon Terre Atlantique)

| Tête de liste | Tête de liste | Parti(s) | Nuance | Premier tour | Premier tour | Second tour | Second tour | Sièges | Sièges |
| Tête de liste | Tête de liste | Parti(s) | Nuance | Voix         | %            | Voix        | %           | CM     | CC     |
| ------------- | ------------- | -------- | ------ | ------------ | ------------ | ----------- | ----------- | ------ | ------ |

### Camors
- Maire sortant : Claude Jarno (PS)
- 23 sièges à pourvoir au conseil municipal (population légale 2022 : 3 180 habitants)
- 2 sièges à pourvoir au conseil communautaire (Auray Quiberon Terre Atlantique)

| Tête de liste | Tête de liste | Parti(s) | Nuance | Premier tour | Premier tour | Second tour | Second tour | Sièges | Sièges |
| Tête de liste | Tête de liste | Parti(s) | Nuance | Voix         | %            | Voix        | %           | CM     | CC     |
| ------------- | ------------- | -------- | ------ | ------------ | ------------ | ----------- | ----------- | ------ | ------ |

### Carentoir
- Maire sortant : David Naël (SE)
- 27 sièges à pourvoir au conseil municipal (population légale 2022 : 3 137 habitants)
- 4 sièges à pourvoir au conseil communautaire (De l'Oust à Brocéliande Communauté)

| Tête de liste | Tête de liste | Parti(s) | Nuance | Premier tour | Premier tour | Second tour | Second tour | Sièges | Sièges |
| Tête de liste | Tête de liste | Parti(s) | Nuance | Voix         | %            | Voix        | %           | CM     | CC     |
| ------------- | ------------- | -------- | ------ | ------------ | ------------ | ----------- | ----------- | ------ | ------ |

### Carnac
- Maire sortant : Olivier Lepick (HOR)
- 27 sièges à pourvoir au conseil municipal (population légale 2022 : 4 215 habitants)
- 3 sièges à pourvoir au conseil communautaire (Auray Quiberon Terre Atlantique)

| Tête de liste | Tête de liste | Parti(s) | Nuance | Premier tour | Premier tour | Second tour | Second tour | Sièges | Sièges |
| Tête de liste | Tête de liste | Parti(s) | Nuance | Voix         | %            | Voix        | %           | CM     | CC     |
| ------------- | ------------- | -------- | ------ | ------------ | ------------ | ----------- | ----------- | ------ | ------ |

### Caudan
- Maire sortant : Fabrice Vély (DVD)
- 29 sièges à pourvoir au conseil municipal (population légale 2022 : 7 110 habitants)
- 2 sièges à pourvoir au conseil communautaire (Lorient Agglomération)

| Tête de liste | Tête de liste | Parti(s) | Nuance | Premier tour | Premier tour | Second tour | Second tour | Sièges | Sièges |
| Tête de liste | Tête de liste | Parti(s) | Nuance | Voix         | %            | Voix        | %           | CM     | CC     |
| ------------- | ------------- | -------- | ------ | ------------ | ------------ | ----------- | ----------- | ------ | ------ |

### Cléguer
- Maire sortant : Alain Nicolazo (DVD)
- 23 sièges à pourvoir au conseil municipal (population légale 2022 : 3 404 habitants)
- 1 siège à pourvoir au conseil communautaire (Lorient Agglomération)

| Tête de liste | Tête de liste | Parti(s) | Nuance | Premier tour | Premier tour | Second tour | Second tour | Sièges | Sièges |
| Tête de liste | Tête de liste | Parti(s) | Nuance | Voix         | %            | Voix        | %           | CM     | CC     |
| ------------- | ------------- | -------- | ------ | ------------ | ------------ | ----------- | ----------- | ------ | ------ |

### Crach
- Maire sortant : Jean-Loïc Bonnemains (DVD)
- 23 sièges à pourvoir au conseil municipal (population légale 2022 : 3 458 habitants)
- 2 sièges à pourvoir au conseil communautaire (Auray Quiberon Terre Atlantique)

| Tête de liste | Tête de liste | Parti(s) | Nuance | Premier tour | Premier tour | Second tour | Second tour | Sièges | Sièges |
| Tête de liste | Tête de liste | Parti(s) | Nuance | Voix         | %            | Voix        | %           | CM     | CC     |
| ------------- | ------------- | -------- | ------ | ------------ | ------------ | ----------- | ----------- | ------ | ------ |

### Elven
- Maire sortant : Gérard Gicquel (DVD)
- 29 sièges à pourvoir au conseil municipal (population légale 2022 : 6 543 habitants)
- 3 sièges à pourvoir au conseil communautaire (Golfe du Morbihan - Vannes Agglomération)

| Tête de liste | Tête de liste | Parti(s) | Nuance | Premier tour | Premier tour | Second tour | Second tour | Sièges | Sièges |
| Tête de liste | Tête de liste | Parti(s) | Nuance | Voix         | %            | Voix        | %           | CM     | CC     |
| ------------- | ------------- | -------- | ------ | ------------ | ------------ | ----------- | ----------- | ------ | ------ |

### Erdeven
- Maire sortant : Dominique Riguidel (DVD)
- 27 sièges à pourvoir au conseil municipal (population légale 2022 : 3 987 habitants)
- 2 sièges à pourvoir au conseil communautaire (Auray Quiberon Terre Atlantique)

| Tête de liste | Tête de liste | Parti(s) | Nuance | Premier tour | Premier tour | Second tour | Second tour | Sièges | Sièges |
| Tête de liste | Tête de liste | Parti(s) | Nuance | Voix         | %            | Voix        | %           | CM     | CC     |
| ------------- | ------------- | -------- | ------ | ------------ | ------------ | ----------- | ----------- | ------ | ------ |

### Évellys
- Maire sortant : Gérard Corrignan (DVD), ne se représente pas[2].
- 27 sièges à pourvoir au conseil municipal (population légale 2022 : 3 384 habitants)
- 3 sièges à pourvoir au conseil communautaire (Centre Morbihan Communauté)

| Tête de liste | Tête de liste | Parti(s) | Nuance | Premier tour | Premier tour | Second tour | Second tour | Sièges | Sièges |
| Tête de liste | Tête de liste | Parti(s) | Nuance | Voix         | %            | Voix        | %           | CM     | CC     |
| ------------- | ------------- | -------- | ------ | ------------ | ------------ | ----------- | ----------- | ------ | ------ |

### Férel
- Maire sortant : Nicolas Rivalan (DVD)
- 23 sièges à pourvoir au conseil municipal (population légale 2022 : 3 445 habitants)
- 2 sièges à pourvoir au conseil communautaire (CA de la Presqu'île de Guérande Atlantique)

| Tête de liste | Tête de liste | Parti(s) | Nuance | Premier tour | Premier tour | Second tour | Second tour | Sièges | Sièges |
| Tête de liste | Tête de liste | Parti(s) | Nuance | Voix         | %            | Voix        | %           | CM     | CC     |
| ------------- | ------------- | -------- | ------ | ------------ | ------------ | ----------- | ----------- | ------ | ------ |

### La Gacilly
- Maire sortant : Jacques Rocher (DVD)
- 29 sièges à pourvoir au conseil municipal (population légale 2022 : 4 011 habitants)
- 5 sièges à pourvoir au conseil communautaire (De l'Oust à Brocéliande Communauté)

| Tête de liste | Tête de liste | Parti(s) | Nuance | Premier tour | Premier tour | Second tour | Second tour | Sièges | Sièges |
| Tête de liste | Tête de liste | Parti(s) | Nuance | Voix         | %            | Voix        | %           | CM     | CC     |
| ------------- | ------------- | -------- | ------ | ------------ | ------------ | ----------- | ----------- | ------ | ------ |

### Gourin
- Maire sortant : Hervé Le Floc'h (MoDem)
- 27 sièges à pourvoir au conseil municipal (population légale 2022 : 3 892 habitants)
- 6 sièges à pourvoir au conseil communautaire (Roi Morvan Communauté)

| Tête de liste | Tête de liste | Parti(s) | Nuance | Premier tour | Premier tour | Second tour | Second tour | Sièges | Sièges |
| Tête de liste | Tête de liste | Parti(s) | Nuance | Voix         | %            | Voix        | %           | CM     | CC     |
| ------------- | ------------- | -------- | ------ | ------------ | ------------ | ----------- | ----------- | ------ | ------ |

### Grand-Champ
- Maire sortante : Dominique Le Meur (DVD)
- 29 sièges à pourvoir au conseil municipal (population légale 2022 : 5 859 habitants)
- 3 sièges à pourvoir au conseil communautaire (Golfe du Morbihan - Vannes Agglomération)

| Tête de liste | Tête de liste | Parti(s) | Nuance | Premier tour | Premier tour | Second tour | Second tour | Sièges | Sièges |
| Tête de liste | Tête de liste | Parti(s) | Nuance | Voix         | %            | Voix        | %           | CM     | CC     |
| ------------- | ------------- | -------- | ------ | ------------ | ------------ | ----------- | ----------- | ------ | ------ |

### Guer
- Maire sortant : Jean-Luc Bléher (RE), ne se représente pas[2].
- 29 sièges à pourvoir au conseil municipal (population légale 2022 : 6 056 habitants)
- 8 sièges à pourvoir au conseil communautaire (De l'Oust à Brocéliande Communauté)

| Tête de liste | Tête de liste | Parti(s) | Nuance | Premier tour | Premier tour | Second tour | Second tour | Sièges | Sièges |
| Tête de liste | Tête de liste | Parti(s) | Nuance | Voix         | %            | Voix        | %           | CM     | CC     |
| ------------- | ------------- | -------- | ------ | ------------ | ------------ | ----------- | ----------- | ------ | ------ |

### Guidel
- Maire sortant : Jo Daniel (UDI), ne se représente pas[2].
- 33 sièges à pourvoir au conseil municipal (population légale 2022 : 12 236 habitants)
- 4 sièges à pourvoir au conseil communautaire (Lorient Agglomération)

| Tête de liste | Tête de liste | Parti(s) | Nuance | Premier tour | Premier tour | Second tour | Second tour | Sièges | Sièges |
| Tête de liste | Tête de liste | Parti(s) | Nuance | Voix         | %            | Voix        | %           | CM     | CC     |
| ------------- | ------------- | -------- | ------ | ------------ | ------------ | ----------- | ----------- | ------ | ------ |

### Hennebont
- Maire sortante : Michèle Dollé (DVG)
- 33 sièges à pourvoir au conseil municipal (population légale 2022 : 15 831 habitants)
- 5 sièges à pourvoir au conseil communautaire (Lorient Agglomération)

| Tête de liste | Tête de liste | Parti(s) | Nuance | Premier tour | Premier tour | Second tour | Second tour | Sièges | Sièges |
| Tête de liste | Tête de liste | Parti(s) | Nuance | Voix         | %            | Voix        | %           | CM     | CC     |
| ------------- | ------------- | -------- | ------ | ------------ | ------------ | ----------- | ----------- | ------ | ------ |

### Inzinzac-Lochrist
- Maire sortante : Armelle Nicolas (DVD)
- 29 sièges à pourvoir au conseil municipal (population légale 2022 : 6 631 habitants)
- 2 sièges à pourvoir au conseil communautaire (Lorient Agglomération)

| Tête de liste | Tête de liste | Parti(s) | Nuance | Premier tour | Premier tour | Second tour | Second tour | Sièges | Sièges |
| Tête de liste | Tête de liste | Parti(s) | Nuance | Voix         | %            | Voix        | %           | CM     | CC     |
| ------------- | ------------- | -------- | ------ | ------------ | ------------ | ----------- | ----------- | ------ | ------ |

### Kervignac
- Maire sortante : Élodie Le Floch (SE)
- 29 sièges à pourvoir au conseil municipal (population légale 2022 : 7 085 habitants)
- 10 sièges à pourvoir au conseil communautaire (Blavet Bellevue Océan Communauté)

| Tête de liste | Tête de liste | Parti(s) | Nuance | Premier tour | Premier tour | Second tour | Second tour | Sièges | Sièges |
| Tête de liste | Tête de liste | Parti(s) | Nuance | Voix         | %            | Voix        | %           | CM     | CC     |
| ------------- | ------------- | -------- | ------ | ------------ | ------------ | ----------- | ----------- | ------ | ------ |

### Landévant
- Maire sortant : Pascal Le Calvé (DVD)
- 27 sièges à pourvoir au conseil municipal (population légale 2022 : 4 049 habitants)
- 2 sièges à pourvoir au conseil communautaire (Auray Quiberon Terre Atlantique)

| Tête de liste | Tête de liste | Parti(s) | Nuance | Premier tour | Premier tour | Second tour | Second tour | Sièges | Sièges |
| Tête de liste | Tête de liste | Parti(s) | Nuance | Voix         | %            | Voix        | %           | CM     | CC     |
| ------------- | ------------- | -------- | ------ | ------------ | ------------ | ----------- | ----------- | ------ | ------ |

### Lanester
- Maire sortant : Gilles Carréric (DVG)
- 35 sièges à pourvoir au conseil municipal (population légale 2022 : 23 188 habitants)
- 8 sièges à pourvoir au conseil communautaire (Lorient Agglomération)

| Tête de liste | Tête de liste | Parti(s) | Nuance | Premier tour | Premier tour | Second tour | Second tour | Sièges | Sièges |
| Tête de liste | Tête de liste | Parti(s) | Nuance | Voix         | %            | Voix        | %           | CM     | CC     |
| ------------- | ------------- | -------- | ------ | ------------ | ------------ | ----------- | ----------- | ------ | ------ |

### Languidic
- Maire sortant : Laurent Duval (DVD)
- 29 sièges à pourvoir au conseil municipal (population légale 2022 : 8 046 habitants)
- 2 sièges à pourvoir au conseil communautaire (Lorient Agglomération)

| Tête de liste | Tête de liste | Parti(s) | Nuance | Premier tour | Premier tour | Second tour | Second tour | Sièges | Sièges |
| Tête de liste | Tête de liste | Parti(s) | Nuance | Voix         | %            | Voix        | %           | CM     | CC     |
| ------------- | ------------- | -------- | ------ | ------------ | ------------ | ----------- | ----------- | ------ | ------ |

### Larmor-Plage
- Maire sortant : Patrice Valton (DVD)
- 29 sièges à pourvoir au conseil municipal (population légale 2022 : 8 368 habitants)
- 3 sièges à pourvoir au conseil communautaire (Lorient Agglomération)

| Tête de liste            | Tête de liste   | Parti(s) | Nuance | Premier tour | Premier tour | Second tour | Second tour | Sièges | Sièges |
| Tête de liste            | Tête de liste   | Parti(s) | Nuance | Voix         | %            | Voix        | %           | CM     | CC     |
| ------------------------ | --------------- | -------- | ------ | ------------ | ------------ | ----------- | ----------- | ------ | ------ |
|                          | Patrice Valton, | DVD      |        |              |              |             |             |        |        |
|                          |                 |          |        |              |              |             |             |        |        |
| Exprimés                 |                 |          |        |              |              |             |             |        |        |
| Votes blancs             |                 |          |        |              |              |             |             |        |        |
| Votes nuls               |                 |          |        |              |              |             |             |        |        |
| Total                    | Total           | Total    | Total  |              | 100          |             | 100         | 29     | 3      |
| Absentions               |                 |          |        |              |              |             |             |        |        |
| Inscrits / participation |                 |          |        |              |              |             |             |        |        |

### Locminé
- Maire sortant : Grégoire Super (LR)
- 27 sièges à pourvoir au conseil municipal (population légale 2022 : 4 708 habitants)
- 4 sièges à pourvoir au conseil communautaire (Centre Morbihan Communauté)

| Tête de liste | Tête de liste | Parti(s) | Nuance | Premier tour | Premier tour | Second tour | Second tour | Sièges | Sièges |
| Tête de liste | Tête de liste | Parti(s) | Nuance | Voix         | %            | Voix        | %           | CM     | CC     |
| ------------- | ------------- | -------- | ------ | ------------ | ------------ | ----------- | ----------- | ------ | ------ |

### Locmiquélic
- Maire sortant : Éric Paturel (DVD)
- 27 sièges à pourvoir au conseil municipal (population légale 2022 : 4 094 habitants)
- 1 siège à pourvoir au conseil communautaire (Lorient Agglomération)

| Tête de liste | Tête de liste | Parti(s) | Nuance | Premier tour | Premier tour | Second tour | Second tour | Sièges | Sièges |
| Tête de liste | Tête de liste | Parti(s) | Nuance | Voix         | %            | Voix        | %           | CM     | CC     |
| ------------- | ------------- | -------- | ------ | ------------ | ------------ | ----------- | ----------- | ------ | ------ |

### Lorient
- Maire sortant : Fabrice Loher (UDI)
- 45 sièges à pourvoir au conseil municipal (population légale 2022 : 58 202 habitants)
- 21 sièges à pourvoir au conseil communautaire (Lorient Agglomération)

| Tête de liste | Tête de liste | Parti(s) | Nuance | Premier tour | Premier tour | Second tour | Second tour | Sièges | Sièges |
| Tête de liste | Tête de liste | Parti(s) | Nuance | Voix         | %            | Voix        | %           | CM     | CC     |
| ------------- | ------------- | -------- | ------ | ------------ | ------------ | ----------- | ----------- | ------ | ------ |

### Mauron
- Maire sortant : Yves Chasles (DVD)
- 23 sièges à pourvoir au conseil municipal (population légale 2022 : 3 169 habitants)
- 4 sièges à pourvoir au conseil communautaire (Ploërmel Communauté)

| Tête de liste | Tête de liste | Parti(s) | Nuance | Premier tour | Premier tour | Second tour | Second tour | Sièges | Sièges |
| Tête de liste | Tête de liste | Parti(s) | Nuance | Voix         | %            | Voix        | %           | CM     | CC     |
| ------------- | ------------- | -------- | ------ | ------------ | ------------ | ----------- | ----------- | ------ | ------ |

### Merlevenez
- Maire sortant : Bruno Le Bosser (SE)
- 23 sièges à pourvoir au conseil municipal (population légale 2022 : 3 191 habitants)
- 5 sièges à pourvoir au conseil communautaire (Blavet Bellevue Océan Communauté)

| Tête de liste            | Tête de liste    | Parti(s) | Nuance | Premier tour | Premier tour | Second tour | Second tour | Sièges | Sièges |
| Tête de liste            | Tête de liste    | Parti(s) | Nuance | Voix         | %            | Voix        | %           | CM     | CC     |
| ------------------------ | ---------------- | -------- | ------ | ------------ | ------------ | ----------- | ----------- | ------ | ------ |
|                          | Bruno Le Bosser, | SE       |        |              |              |             |             |        |        |
|                          |                  |          |        |              |              |             |             |        |        |
| Exprimés                 |                  |          |        |              |              |             |             |        |        |
| Votes blancs             |                  |          |        |              |              |             |             |        |        |
| Votes nuls               |                  |          |        |              |              |             |             |        |        |
| Total                    | Total            | Total    | Total  |              | 100          |             | 100         | 23     | 5      |
| Absentions               |                  |          |        |              |              |             |             |        |        |
| Inscrits / participation |                  |          |        |              |              |             |             |        |        |

### Monterblanc
- Maire sortant : Alban Moquet (SE)
- 23 sièges à pourvoir au conseil municipal (population légale 2022 : 3 342 habitants)
- 2 sièges à pourvoir au conseil communautaire (Golfe du Morbihan - Vannes Agglomération)

| Tête de liste            | Tête de liste | Parti(s) | Nuance | Premier tour | Premier tour | Second tour | Second tour | Sièges | Sièges |
| Tête de liste            | Tête de liste | Parti(s) | Nuance | Voix         | %            | Voix        | %           | CM     | CC     |
| ------------------------ | ------------- | -------- | ------ | ------------ | ------------ | ----------- | ----------- | ------ | ------ |
|                          | Alban Moquet, | SE       |        |              |              |             |             |        |        |
|                          |               |          |        |              |              |             |             |        |        |
| Exprimés                 |               |          |        |              |              |             |             |        |        |
| Votes blancs             |               |          |        |              |              |             |             |        |        |
| Votes nuls               |               |          |        |              |              |             |             |        |        |
| Total                    | Total         | Total    | Total  |              | 100          |             | 100         | 23     | 2      |
| Absentions               |               |          |        |              |              |             |             |        |        |
| Inscrits / participation |               |          |        |              |              |             |             |        |        |

### Moréac
- Maire sortant : Pascal Roselier (DVD)
- 27 sièges à pourvoir au conseil municipal (population légale 2022 : 3 692 habitants)
- 4 sièges à pourvoir au conseil communautaire (Centre Morbihan Communauté)

| Tête de liste | Tête de liste | Parti(s) | Nuance | Premier tour | Premier tour | Second tour | Second tour | Sièges | Sièges |
| Tête de liste | Tête de liste | Parti(s) | Nuance | Voix         | %            | Voix        | %           | CM     | CC     |
| ------------- | ------------- | -------- | ------ | ------------ | ------------ | ----------- | ----------- | ------ | ------ |

### Muzillac
- Maire sortant : Michel Criaud (DVD)
- 29 sièges à pourvoir au conseil municipal (population légale 2022 : 5 022 habitants)
- 6 sièges à pourvoir au conseil communautaire (CC Arc Sud Bretagne)

| Tête de liste | Tête de liste | Parti(s) | Nuance | Premier tour | Premier tour | Second tour | Second tour | Sièges | Sièges |
| Tête de liste | Tête de liste | Parti(s) | Nuance | Voix         | %            | Voix        | %           | CM     | CC     |
| ------------- | ------------- | -------- | ------ | ------------ | ------------ | ----------- | ----------- | ------ | ------ |

### Nivillac
- Maire sortant : Guy David (DVD)
- 27 sièges à pourvoir au conseil municipal (population légale 2022 : 4 874 habitants)
- 6 sièges à pourvoir au conseil communautaire (CC Arc Sud Bretagne)

| Tête de liste | Tête de liste | Parti(s) | Nuance | Premier tour | Premier tour | Second tour | Second tour | Sièges | Sièges |
| Tête de liste | Tête de liste | Parti(s) | Nuance | Voix         | %            | Voix        | %           | CM     | CC     |
| ------------- | ------------- | -------- | ------ | ------------ | ------------ | ----------- | ----------- | ------ | ------ |

### Noyal-Pontivy
- Maire sortant : Lionel Ropert (DVG)
- 27 sièges à pourvoir au conseil municipal (population légale 2022 : 3 605 habitants)
- 3 sièges à pourvoir au conseil communautaire (Pontivy Communauté)

| Tête de liste | Tête de liste | Parti(s) | Nuance | Premier tour | Premier tour | Second tour | Second tour | Sièges | Sièges |
| Tête de liste | Tête de liste | Parti(s) | Nuance | Voix         | %            | Voix        | %           | CM     | CC     |
| ------------- | ------------- | -------- | ------ | ------------ | ------------ | ----------- | ----------- | ------ | ------ |

### Plescop
- Maire sortant : Loïc Le Trionnaire (DVG), ne se représente pas[2],[3].
- 29 sièges à pourvoir au conseil municipal (population légale 2022 : 6 200 habitants)
- 3 sièges à pourvoir au conseil communautaire (Golfe du Morbihan - Vannes Agglomération)

| Tête de liste | Tête de liste | Parti(s) | Nuance | Premier tour | Premier tour | Second tour | Second tour | Sièges | Sièges |
| Tête de liste | Tête de liste | Parti(s) | Nuance | Voix         | %            | Voix        | %           | CM     | CC     |
| ------------- | ------------- | -------- | ------ | ------------ | ------------ | ----------- | ----------- | ------ | ------ |

### Ploemel
- Maire sortant : Jean-Luc Le Tallec (DVD), ne se représente pas[2].
- 23 sièges à pourvoir au conseil municipal (population légale 2022 : 3 109 habitants)
- 2 sièges à pourvoir au conseil communautaire (Auray Quiberon Terre Atlantique)

| Tête de liste | Tête de liste | Parti(s) | Nuance | Premier tour | Premier tour | Second tour | Second tour | Sièges | Sièges |
| Tête de liste | Tête de liste | Parti(s) | Nuance | Voix         | %            | Voix        | %           | CM     | CC     |
| ------------- | ------------- | -------- | ------ | ------------ | ------------ | ----------- | ----------- | ------ | ------ |

### Ploemeur
- Maire sortant : Ronan Loas (HOR)
- 33 sièges à pourvoir au conseil municipal (population légale 2022 : 18 873 habitants)
- 6 sièges à pourvoir au conseil communautaire (Lorient Agglomération)

| Tête de liste | Tête de liste | Parti(s) | Nuance | Premier tour | Premier tour | Second tour | Second tour | Sièges | Sièges |
| Tête de liste | Tête de liste | Parti(s) | Nuance | Voix         | %            | Voix        | %           | CM     | CC     |
| ------------- | ------------- | -------- | ------ | ------------ | ------------ | ----------- | ----------- | ------ | ------ |

### Ploeren
- Maire sortant : Gilbert Lorho (DVD)
- 29 sièges à pourvoir au conseil municipal (population légale 2022 : 6 781 habitants)
- 3 sièges à pourvoir au conseil communautaire (Golfe du Morbihan - Vannes Agglomération)

| Tête de liste | Tête de liste | Parti(s) | Nuance | Premier tour | Premier tour | Second tour | Second tour | Sièges | Sièges |
| Tête de liste | Tête de liste | Parti(s) | Nuance | Voix         | %            | Voix        | %           | CM     | CC     |
| ------------- | ------------- | -------- | ------ | ------------ | ------------ | ----------- | ----------- | ------ | ------ |

### Ploërmel
- Maire sortant : Patrick Le Diffon (LR)
- 33 sièges à pourvoir au conseil municipal (population légale 2022 : 10 021 habitants)
- 13 sièges à pourvoir au conseil communautaire (Ploërmel Communauté)

| Tête de liste | Tête de liste | Parti(s) | Nuance | Premier tour | Premier tour | Second tour | Second tour | Sièges | Sièges |
| Tête de liste | Tête de liste | Parti(s) | Nuance | Voix         | %            | Voix        | %           | CM     | CC     |
| ------------- | ------------- | -------- | ------ | ------------ | ------------ | ----------- | ----------- | ------ | ------ |

### Plouay
- Maire sortant : Gwenn Le Nay (HOR)
- 29 sièges à pourvoir au conseil municipal (population légale 2022 : 5 779 habitants)
- 2 sièges à pourvoir au conseil communautaire (Lorient Agglomération)

| Tête de liste | Tête de liste | Parti(s) | Nuance | Premier tour | Premier tour | Second tour | Second tour | Sièges | Sièges |
| Tête de liste | Tête de liste | Parti(s) | Nuance | Voix         | %            | Voix        | %           | CM     | CC     |
| ------------- | ------------- | -------- | ------ | ------------ | ------------ | ----------- | ----------- | ------ | ------ |

### Plouhinec
- Maire sortante : Sophie Le Chat (DVD)
- 29 sièges à pourvoir au conseil municipal (population légale 2022 : 5 343 habitants)
- 8 sièges à pourvoir au conseil communautaire (Blavet Bellevue Océan Communauté)

| Tête de liste | Tête de liste | Parti(s) | Nuance | Premier tour | Premier tour | Second tour | Second tour | Sièges | Sièges |
| Tête de liste | Tête de liste | Parti(s) | Nuance | Voix         | %            | Voix        | %           | CM     | CC     |
| ------------- | ------------- | -------- | ------ | ------------ | ------------ | ----------- | ----------- | ------ | ------ |

### Pluméliau-Bieuzy
- Maire sortant : Claude Annic (DVD)
- 27 sièges à pourvoir au conseil municipal (population légale 2022 : 4 535 habitants)
- 8 sièges à pourvoir au conseil communautaire (Baud Communauté)

| Tête de liste            | Tête de liste | Parti(s) | Nuance | Premier tour | Premier tour | Second tour | Second tour | Sièges | Sièges |
| Tête de liste            | Tête de liste | Parti(s) | Nuance | Voix         | %            | Voix        | %           | CM     | CC     |
| ------------------------ | ------------- | -------- | ------ | ------------ | ------------ | ----------- | ----------- | ------ | ------ |
|                          | Claude Annic, | DVD      |        |              |              |             |             |        |        |
|                          |               |          |        |              |              |             |             |        |        |
| Exprimés                 |               |          |        |              |              |             |             |        |        |
| Votes blancs             |               |          |        |              |              |             |             |        |        |
| Votes nuls               |               |          |        |              |              |             |             |        |        |
| Total                    | Total         | Total    | Total  |              | 100          |             | 100         | 27     | 8      |
| Absentions               |               |          |        |              |              |             |             |        |        |
| Inscrits / participation |               |          |        |              |              |             |             |        |        |

### Plumergat
- Maire sortante : Sandrine Cadoret (DVD)
- 27 sièges à pourvoir au conseil municipal (population légale 2022 : 4 199 habitants)
- 3 sièges à pourvoir au conseil communautaire (Auray Quiberon Terre Atlantique)

| Tête de liste | Tête de liste | Parti(s) | Nuance | Premier tour | Premier tour | Second tour | Second tour | Sièges | Sièges |
| Tête de liste | Tête de liste | Parti(s) | Nuance | Voix         | %            | Voix        | %           | CM     | CC     |
| ------------- | ------------- | -------- | ------ | ------------ | ------------ | ----------- | ----------- | ------ | ------ |

### Pluneret
- Maire sortant : Franck Vallein (DVG)
- 29 sièges à pourvoir au conseil municipal (population légale 2022 : 6 257 habitants)
- 3 sièges à pourvoir au conseil communautaire (Auray Quiberon Terre Atlantique)

| Tête de liste | Tête de liste | Parti(s) | Nuance | Premier tour | Premier tour | Second tour | Second tour | Sièges | Sièges |
| Tête de liste | Tête de liste | Parti(s) | Nuance | Voix         | %            | Voix        | %           | CM     | CC     |
| ------------- | ------------- | -------- | ------ | ------------ | ------------ | ----------- | ----------- | ------ | ------ |

### Pluvigner
- Maire sortante : Diane Hingray (PS)
- 29 sièges à pourvoir au conseil municipal (population légale 2022 : 7 644 habitants)
- 4 sièges à pourvoir au conseil communautaire (Auray Quiberon Terre Atlantique)

| Tête de liste | Tête de liste | Parti(s) | Nuance | Premier tour | Premier tour | Second tour | Second tour | Sièges | Sièges |
| Tête de liste | Tête de liste | Parti(s) | Nuance | Voix         | %            | Voix        | %           | CM     | CC     |
| ------------- | ------------- | -------- | ------ | ------------ | ------------ | ----------- | ----------- | ------ | ------ |

### Pont-Scorff
- Maire sortant : Pierrik Névannen (LR)
- 27 sièges à pourvoir au conseil municipal (population légale 2022 : 4 015 habitants)
- 1 siège à pourvoir au conseil communautaire (Lorient Agglomération)

| Tête de liste | Tête de liste | Parti(s) | Nuance | Premier tour | Premier tour | Second tour | Second tour | Sièges | Sièges |
| Tête de liste | Tête de liste | Parti(s) | Nuance | Voix         | %            | Voix        | %           | CM     | CC     |
| ------------- | ------------- | -------- | ------ | ------------ | ------------ | ----------- | ----------- | ------ | ------ |

### Pontivy
- Maire sortante : Christine Le Strat (MoDem)
- 33 sièges à pourvoir au conseil municipal (population légale 2022 : 14 547 habitants)
- 15 sièges à pourvoir au conseil communautaire (Pontivy Communauté)

| Tête de liste | Tête de liste | Parti(s) | Nuance | Premier tour | Premier tour | Second tour | Second tour | Sièges | Sièges |
| Tête de liste | Tête de liste | Parti(s) | Nuance | Voix         | %            | Voix        | %           | CM     | CC     |
| ------------- | ------------- | -------- | ------ | ------------ | ------------ | ----------- | ----------- | ------ | ------ |

### Questembert
- Maire sortant : Boris Lemaire (DVG)
- 29 sièges à pourvoir au conseil municipal (population légale 2022 : 8 081 habitants)
- 11 sièges à pourvoir au conseil communautaire (Questembert Communauté)

| Tête de liste            | Tête de liste  | Parti(s) | Nuance | Premier tour | Premier tour | Second tour | Second tour | Sièges | Sièges |
| Tête de liste            | Tête de liste  | Parti(s) | Nuance | Voix         | %            | Voix        | %           | CM     | CC     |
| ------------------------ | -------------- | -------- | ------ | ------------ | ------------ | ----------- | ----------- | ------ | ------ |
|                          | Boris Lemaire, | DVG      |        |              |              |             |             |        |        |
|                          |                |          |        |              |              |             |             |        |        |
| Exprimés                 |                |          |        |              |              |             |             |        |        |
| Votes blancs             |                |          |        |              |              |             |             |        |        |
| Votes nuls               |                |          |        |              |              |             |             |        |        |
| Total                    | Total          | Total    | Total  |              | 100          |             | 100         | 29     | 11     |
| Absentions               |                |          |        |              |              |             |             |        |        |
| Inscrits / participation |                |          |        |              |              |             |             |        |        |

### Quéven
- Maire sortant : Marc Boutruche (DVD)
- 29 sièges à pourvoir au conseil municipal (population légale 2022 : 8 906 habitants)
- 3 sièges à pourvoir au conseil communautaire (Lorient Agglomération)

| Tête de liste | Tête de liste | Parti(s) | Nuance | Premier tour | Premier tour | Second tour | Second tour | Sièges | Sièges |
| Tête de liste | Tête de liste | Parti(s) | Nuance | Voix         | %            | Voix        | %           | CM     | CC     |
| ------------- | ------------- | -------- | ------ | ------------ | ------------ | ----------- | ----------- | ------ | ------ |

### Quiberon
- Maire sortant : Patrick Le Roux (DVD)
- 27 sièges à pourvoir au conseil municipal (population légale 2022 : 4 782 habitants)
- 3 sièges à pourvoir au conseil communautaire (Auray Quiberon Terre Atlantique)

| Tête de liste | Tête de liste | Parti(s) | Nuance | Premier tour | Premier tour | Second tour | Second tour | Sièges | Sièges |
| Tête de liste | Tête de liste | Parti(s) | Nuance | Voix         | %            | Voix        | %           | CM     | CC     |
| ------------- | ------------- | -------- | ------ | ------------ | ------------ | ----------- | ----------- | ------ | ------ |

### Riantec
- Maire sortant : Jean-Michel Bonhomme (SE)
- 29 sièges à pourvoir au conseil municipal (population légale 2022 : 5 742 habitants)
- 2 sièges à pourvoir au conseil communautaire (Lorient Agglomération)

| Tête de liste | Tête de liste | Parti(s) | Nuance | Premier tour | Premier tour | Second tour | Second tour | Sièges | Sièges |
| Tête de liste | Tête de liste | Parti(s) | Nuance | Voix         | %            | Voix        | %           | CM     | CC     |
| ------------- | ------------- | -------- | ------ | ------------ | ------------ | ----------- | ----------- | ------ | ------ |

### Saint-Avé
- Maire sortante : Anne Gallo (DVG)
- 33 sièges à pourvoir au conseil municipal (population légale 2022 : 12 173 habitants)
- 5 sièges à pourvoir au conseil communautaire (Golfe du Morbihan - Vannes Agglomération)

| Tête de liste | Tête de liste | Parti(s) | Nuance | Premier tour | Premier tour | Second tour | Second tour | Sièges | Sièges |
| Tête de liste | Tête de liste | Parti(s) | Nuance | Voix         | %            | Voix        | %           | CM     | CC     |
| ------------- | ------------- | -------- | ------ | ------------ | ------------ | ----------- | ----------- | ------ | ------ |

### Saint-Nolff
- Maire sortante : Nadine Le Goff-Carnec (SE), ne se représente pas[2],[3].
- 27 sièges à pourvoir au conseil municipal (population légale 2022 : 3 952 habitants)
- 2 sièges à pourvoir au conseil communautaire (Golfe du Morbihan - Vannes Agglomération)

| Tête de liste | Tête de liste | Parti(s) | Nuance | Premier tour | Premier tour | Second tour | Second tour | Sièges | Sièges |
| Tête de liste | Tête de liste | Parti(s) | Nuance | Voix         | %            | Voix        | %           | CM     | CC     |
| ------------- | ------------- | -------- | ------ | ------------ | ------------ | ----------- | ----------- | ------ | ------ |

### Sarzeau
- Maire sortant : Jean-Marc Dupeyrat (DVD)
- 29 sièges à pourvoir au conseil municipal (population légale 2022 : 9 068 habitants)
- 4 sièges à pourvoir au conseil communautaire (Golfe du Morbihan - Vannes Agglomération)

| Tête de liste            | Tête de liste       | Parti(s) | Nuance | Premier tour | Premier tour | Second tour | Second tour | Sièges | Sièges |
| Tête de liste            | Tête de liste       | Parti(s) | Nuance | Voix         | %            | Voix        | %           | CM     | CC     |
| ------------------------ | ------------------- | -------- | ------ | ------------ | ------------ | ----------- | ----------- | ------ | ------ |
|                          | Jean-Marc Dupeyrat, | DVD      |        |              |              |             |             |        |        |
|                          |                     |          |        |              |              |             |             |        |        |
| Exprimés                 |                     |          |        |              |              |             |             |        |        |
| Votes blancs             |                     |          |        |              |              |             |             |        |        |
| Votes nuls               |                     |          |        |              |              |             |             |        |        |
| Total                    | Total               | Total    | Total  |              | 100          |             | 100         | 29     | 4      |
| Absentions               |                     |          |        |              |              |             |             |        |        |
| Inscrits / participation |                     |          |        |              |              |             |             |        |        |

### Séné
- Maire sortante : Sylvie Sculo (DVG), ne se représente pas[3].
- 29 sièges à pourvoir au conseil municipal (population légale 2022 : 9 265 habitants)
- 4 sièges à pourvoir au conseil communautaire (Golfe du Morbihan - Vannes Agglomération)

| Tête de liste | Tête de liste | Parti(s) | Nuance | Premier tour | Premier tour | Second tour | Second tour | Sièges | Sièges |
| Tête de liste | Tête de liste | Parti(s) | Nuance | Voix         | %            | Voix        | %           | CM     | CC     |
| ------------- | ------------- | -------- | ------ | ------------ | ------------ | ----------- | ----------- | ------ | ------ |

### Sérent
- Maire sortante : Rozenn Guégan (HOR)
- 23 sièges à pourvoir au conseil municipal (population légale 2022 : 0 habitants)
- 4 sièges à pourvoir au conseil communautaire (De l'Oust à Brocéliande Communauté)

| Tête de liste | Tête de liste | Parti(s) | Nuance | Premier tour | Premier tour | Second tour | Second tour | Sièges | Sièges |
| Tête de liste | Tête de liste | Parti(s) | Nuance | Voix         | %            | Voix        | %           | CM     | CC     |
| ------------- | ------------- | -------- | ------ | ------------ | ------------ | ----------- | ----------- | ------ | ------ |

### Sulniac
- Maire sortante : Marylène Conan (DVG), ne se représente pas[2],[3].
- 27 sièges à pourvoir au conseil municipal (population légale 2022 : 3 847 habitants)
- 2 sièges à pourvoir au conseil communautaire (Golfe du Morbihan - Vannes Agglomération)

| Tête de liste | Tête de liste | Parti(s) | Nuance | Premier tour | Premier tour | Second tour | Second tour | Sièges | Sièges |
| Tête de liste | Tête de liste | Parti(s) | Nuance | Voix         | %            | Voix        | %           | CM     | CC     |
| ------------- | ------------- | -------- | ------ | ------------ | ------------ | ----------- | ----------- | ------ | ------ |

### Surzur
- Maire sortante : Noëlle Chenot (SE)
- 29 sièges à pourvoir au conseil municipal (population légale 2022 : 5 110 habitants)
- 2 sièges à pourvoir au conseil communautaire (Golfe du Morbihan - Vannes Agglomération)

| Tête de liste            | Tête de liste  | Parti(s) | Nuance | Premier tour | Premier tour | Second tour | Second tour | Sièges | Sièges |
| Tête de liste            | Tête de liste  | Parti(s) | Nuance | Voix         | %            | Voix        | %           | CM     | CC     |
| ------------------------ | -------------- | -------- | ------ | ------------ | ------------ | ----------- | ----------- | ------ | ------ |
|                          | Noëlle Chenot, | SE       |        |              |              |             |             |        |        |
|                          |                |          |        |              |              |             |             |        |        |
| Exprimés                 |                |          |        |              |              |             |             |        |        |
| Votes blancs             |                |          |        |              |              |             |             |        |        |
| Votes nuls               |                |          |        |              |              |             |             |        |        |
| Total                    | Total          | Total    | Total  |              | 100          |             | 100         | 29     | 2      |
| Absentions               |                |          |        |              |              |             |             |        |        |
| Inscrits / participation |                |          |        |              |              |             |             |        |        |

### Theix-Noyalo
- Maire sortant : Christian Sébille (DVD)
- 33 sièges à pourvoir au conseil municipal (population légale 2022 : 8 476 habitants)
- 4 sièges à pourvoir au conseil communautaire (Golfe du Morbihan - Vannes Agglomération)

| Tête de liste | Tête de liste | Parti(s) | Nuance | Premier tour | Premier tour | Second tour | Second tour | Sièges | Sièges |
| Tête de liste | Tête de liste | Parti(s) | Nuance | Voix         | %            | Voix        | %           | CM     | CC     |
| ------------- | ------------- | -------- | ------ | ------------ | ------------ | ----------- | ----------- | ------ | ------ |

### Vannes
- Maire sortant : David Robo (HOR)
- 45 sièges à pourvoir au conseil municipal (population légale 2022 : 54 955 habitants)
- 26 sièges à pourvoir au conseil communautaire (Golfe du Morbihan - Vannes Agglomération)

| Tête de liste            | Tête de liste | Parti(s) | Nuance | Premier tour | Premier tour | Second tour | Second tour | Sièges | Sièges |
| Tête de liste            | Tête de liste | Parti(s) | Nuance | Voix         | %            | Voix        | %           | CM     | CC     |
| ------------------------ | ------------- | -------- | ------ | ------------ | ------------ | ----------- | ----------- | ------ | ------ |
|                          | David Robo,   | HOR-LR   |        |              |              |             |             |        |        |
|                          |               |          |        |              |              |             |             |        |        |
| Exprimés                 |               |          |        |              |              |             |             |        |        |
| Votes blancs             |               |          |        |              |              |             |             |        |        |
| Votes nuls               |               |          |        |              |              |             |             |        |        |
| Total                    | Total         | Total    | Total  |              | 100          |             | 100         | 45     | 26     |
| Absentions               |               |          |        |              |              |             |             |        |        |
| Inscrits / participation |               |          |        |              |              |             |             |        |        |